# Маркијан и Мартирије
Свети мученици Маркијан и Мартирије (пострадали око 355. године, Цариград) – ранохришћански мученици који су пострадали под царем Констанцијем II Православна црква их празнује 25. октобра (7. новембра).
Маркијан и Мартирије служили су у Цариградском саборном храму. Маркијан је био чтец, а Мартирије ипођакон; обојица су служили и као нотари, односно секретари патријарха Павла Исповедника. Цар Констанције II је подржао аријанство, док су његова браћа Константин и Констанс били на страни Никејаца. Након смрти браће и рата са Магнецијем, Констанције II успоставља аријанство као једину праву религију у царству. Павле Исповедник је 350. године протеран из престонице и послат у прогонство у Јерменију, у град Кукуз, где је прихватио мученичку смрт; када је служио Божанствену Литургију, упали су аријанци и задавили Павла његовим архијерејским омофором. На Миланском црквеном сабору Атанасије је осуђен и протеран из Александрије 356. године. Отприлике у исто време, Маркијан и Мартирије, који су исповедали Никејски Символ вере, ухапшени су у Цариграду. У тамници их је епарх Филип мучио, а затим им мачем одсекао главе. Верници су узели мошти и сахранили их у Меландијевој капији у Цариграду.
После победе Никејаца над аријанцима, Маркијан и Мартирије су почели да се поштују као свети мученици у царству. Јован Златоусти саградио је цркву у њихов спомен. Саставио је службу, за коју је канон написао Јосиф песник. Служба је постављена у Менаиону 25. октобра.